# محمد فطانت‌فرد
محمد فطانت‌فرد (زادهٔ ۱۳۴۹) مدیر اجرایی و مدیرعامل پیشین بانک آینده بوده‌است. همچنین او دومین رئیس سازمان بورس و اوراق بهادار ایران بوده است که در ۲۵ آذر ۱۳۹۳ صاحب این سمت و جایگزین علی صالح‌آبادی شد و در ۵ مرداد ۱۳۹۵ استعفا کرد و جای خود را به شاپور محمدی داد.
وی از دانش‌آموختگان رشته مدیریت مالی در دانشگاه امام صادق است که پس از اخذ مدرک کارشناسی ارشد رشته معارف اسلامی و مدیریت مالی از این دانشگاه، در سال ۱۳۸۳ مدرک دکتری خود در رشته تحقیق در عملیات را از دانشگاه تربیت مدرس دریافت کرد. از جمله سوابق وی، می‌توان به عضو هیئت مدیره بانک ملی ایران و معاون اعتبارات این بانک، مدیرعامل شرکت تأمین سرمایه لوتوس پارسیان، عضو هیئت مدیره و قائم مقام مدیرعامل بانک پارسیان، عضو هیئت مدیره بیمه پارسیان و شرکت تجارت الکترونیک پارسیان، قائم مقام مالی و اقتصادی ایران خودرو و مدیرعامل ساپکو اشاره کرد. ضمن اینکه وی سابقه عضویت در هیئت مدیره شرکت‌های سرمایه‌گذاری متعدد ازجمله سرمایه‌گذاری سمند را نیز در کارنامه دارد.